# 두정로
두정로(斗井路)는 충청남도 천안시 서북구 성성동에서 두정동까지를 잇는 도로이다.

## 주요 경유지
| 교차로 이름     | 접속 도로               | 소재지   | 소재지   | 소재지 |
| --------------- | ----------------------- | -------- | -------- | ------ |
| (이름없음)      | 번영로                  | 천 안 시 | 서 북 구 | 성성동 |
| (이름없음)      | 한들2로                 | 천 안 시 | 서 북 구 | 백석동 |
| 오성초 사거리   | 노태산로                | 천 안 시 | 서 북 구 | 두정동 |
| 말우물 사거리   | 서부대로                | 천 안 시 | 서 북 구 | 두정동 |
| (이름없음)      | 쌍용대로                | 천 안 시 | 서 북 구 | 두정동 |
| 복지회관 사거리 | 봉정로                  | 천 안 시 | 서 북 구 | 두정동 |
| 두정역 삼거리   | 국도 제1호선 (천안대로) | 천 안 시 | 서 북 구 | 두정동 |